# Ken – Rättvisans kämpe
Ken – Rättvisans kämpe (japanska: 北斗の拳, Hokuto no Ken, "Karlavagnens näve") eller Fist of the North Star (amerikansk titel) är en mangaserie som från början gavs ut i den japanska tidningen Weekly Shonen Jump mellan 1983 och 1988. Mangan skapades av Tetsuo Hara och Buronson. Den gavs från början ut i 27 volymer men släpptes senare i 15 lite lyxigare volymer.

## Handling
Huvudpersonen Kenshiro, även känd som Ken Björnnäven, är arvingen till den dödliga kampsporten Hokuto Shin-Ken ("Karlavagnens gudomliga knytnäve") som förstör fienden inifrån genom att trycka på vissa tryckpunkter på kroppen.
Hokuto Shin-Ken får bara ha en efterträdare. De som inte utsetts till efterträdare men fortsätter använda Hokuto Shin-Ken kan få minnet raderat eller sina händer förstörda.
Kenshiro färdas genom ett dystopiskt ödelagt samhälle som resultat av ett kärnvapenkrig, till stor del ett ökenlandskap, tillsammans med figurerna Bat och Lin.

## Animerad TV-serie
En animeserie baserad på mangan kom att produceras för TV i två delar; del ett mellan 1984 och 1987 i 109 episoder och del två mellan 1987 och 1988 i 43 episoder.

### Sverige
I Sverige släpptes de första animeavsnitten på VHS under titeln "Ken – Rättvisans kämpe". Filmen finns också som bootleg-DVD under titeln "Ken: The great bear fist".
Många scener klipptes bort i den dubbade versionen och dubbningen är känd för dess översättningsfel och bristande kvalitet.

## Figurer

### Kenshiro
Kenshiro (katakana: ケンシロウ, Kenshirou, ungefär "ren-näven"), även känd som Ken Björnnäven, är utsedd till ensam efterträdare av den dödliga kampsporten Hokuto Shin-Ken.
Han blev adopterad av Ryuken och tränade Hokuto Shin-Ken tillsammans med sina tre "bröder": Raoh, Toki och Jagi.
Efter att ha blivit utsedd till Hokuto Shin-Kens arvinge blev han attackerad av Shin som stal Kenshiros flickvän, Yuria, och lämnade sju ärr i form av karlavagnen på hans bröst.
Kenshiro är en av de främsta utövarna av Hokuto Shin-Ken.
Hans catchphrase är: "Du är redan död" ("お前はもう死んでいる" "Omae wa mo shindeiru").

### Bat
Bat är ett föräldralöst barn som träffade Kenshiro medan han satt i fängelse och bestämde sig för att följa med Kenshiro efter att ha sett hur stark han var i hopp om att det skulle bli enklare att få tag i mat tillsammans med Kenshiro.
Efter ett tag börjar Bat se upp till Kenshiro som en storebror.

### Lin
Ett barn som såg sina adoptivföräldrar bli dödade och tappade rösten. Kenshiro trycker på några tryckpunkter som ger henne tillbaka förmågan att tala.

### Shin
Shin var Kenshiros bäste vän och mästare på Nanto Seiken. Shin älskade också Yuria i hemlighet. Jagi övertalar Shin att Kenshiro inte är värdig Yuria och Shin besegrar Kenshiro och tar Yuria ifrån honom.
Shin bildade sedan en armé och upprättade ett imperium under namnet "King".
Shin byggde staden Southern Cross åt Yuria.
Efter att Yuria troddes ha begått självmord för att hon inte älskade Shin möttes Kenshiro och Shin i en duell som slutade med att Shin tog sitt eget liv efter att Kenshiro använt Hokuto Jūji Zan på honom.